# مرغابی تندابه
مرغابی تندابه (نام علمی: Merganetta armata) عضوی از خانواده مرغابی، غاز و قو است. این تنها عضو از سردهٔ Merganetta است. پس از اینکه مجموعه " اردک‌های شاخه‌نشین " که در گذشته به آن اختصاص داده شده بود، منحل شد، زیرا مشخص شد که پیراتبار است، در زیرخانواده عروس‌مرغابیان قرار می‌گیرد.
این گونه با طول ۴۳–۴۶-سانتیمتر (۱۷–۱۸-اینچ) یک زادآور ساکن در رشته‌کوه‌های آند آمریکای جنوبی است که در غارهای کوچک کنار آب و دیگر نقاط پناهگاه لانه‌سازی می‌کند. مانند مرغابی آبی، مناطقی را در رودخانه‌های کوهستانی با جریان تند، معمولاً بالای ۱٬۵۰۰ متر (۴٬۹۰۰ فوت) نگه می‌دارد. این شناگر و غواصی نیرومند حتی در آب‌های سفید است، اما تمایلی به پرواز بیش از مسافت‌های کوتاه ندارد. در هنگام یافتن چندان محتاط نیست.
مرغابی تندابه نر دارای طرح سر و گردن سیاه و سفید و منقار قرمز هستند. در پرواز آنها بالهای تیره با یک آیینه بالی سبز نشان می‌دهند. ماده‌های همه زیرگونه‌ها تا اندازه‌ای کوچک‌تر از نرها هستند. آنها دارای زیرتنه و گلوی نارنجی، با سر و روتنه خاکستری و نوک زردتر هستند. نوجوانان در روتنه خاکستری کم‌رنگ و در پایین مایل به سفید هستند. صدای نر یک سوت تند است، در حالی که صدای ماده یک سوت گلویی‌تر است.